# Městem na kole
Městem na kole je český zpravodajský web a informační portál, který se zaměřuje na cyklistickou dopravu. Magazín Městem na kole vydává zpravodajské i názorové články a poskytuje servis cyklistům v podobě návodů a cyklistické mapy pokrývající celé Česko. Mapa je založena na podkladě OpenStreetMap.

## Historie
Prvopočátky magazínu sahají do roku 2006, kdy vznikla tzv. Neoficiální cyklomapa Prahy, jejímž autorem byl Vratislav Filler. Ta byla v roce 2007 přesunuta na doménu prahounakole.cz, na které byl v roce 2008 založen stejnojmenný blog Prahou na kole o cyklistické dopravě v Praze.
Prvním šéfredaktorem Prahou na kole byl mezi lety 2008 a 2010 Hynek Hanke. Mezi lety 2011 a 2014 stránku vedl její další spoluzakladatel Vratislav Filler. Stránka se v průběhu času skrze osobu Vratislava Fillera personálně silně provázala se spolkem AutoMat. Spolek AutoMat postupně převzal finančně-technické náležitosti provozu stránky a stal se jejím vydavatelem. Stránka si ale udržela svou na spolku AutoMat nezávislou redakci a postupně se z roviny blogu proměňovala na zpravodajský a informační portál.
Mezi lety 2015 a 2024 byl šéfredaktorem Jiří Motýl. V roce 2021 se online magazín přejmenoval na Městem na kole a byl přesunut na novou doménu mestemnakole.cz. Nový název má dle sdělení magazínu lépe reflektovat obecné zaměření magazínu na veškeré zprávy ze světa cyklistické dopravy.
Od roku 2025 je šéfredaktorem Martin Šnobr.
Ve finále ankety Křišťálová Lupa 2012 získal web 8. místo v kategorii Obsahová inspirace.